# تحويلات نجمية مثلثية

دائرة واي نجمية (Y) ودائرة دلتا (Δ) مثلثة

تحويلة نجمية مثلثية (تحويلة Y-Δ)، يمكن تسميتها أيضا بتحويلة واي دلتا، هي طريقة رياضية لتبسيط تحليل الدوائر الكهربائية. يرجع الفضل في اكتشاف تلك الطريقة إلى عالم الرياضيات إيرلندي المولد أمريكي الجنسية آرثر إدوين كينلي الذي اكتشفها في عام 1899. تستخدم الطريقة على نطاق واسع في تحليل الدوائر الكهربائية ثلاثية الطور.
يمكن اعتبار التحويلة النجمية المثلثية حالة خاصة من تحويلة الشبكة النجمية لثلاثة مقاومات. في الرياضيات، تلعب التحويلة دوراً هامّاً في نظرية الرسوم البيانية المستوية الدائرية.

## التسمية

تحويلة ستار دلتا.

يُشتق الاسم الإنكليزي الاسم من أشكال مخططات الرسم البياني فالنجمة تشبة الحرف Y والمثلث هو حرف يوناني قديم Δ.
للتحويلة مجموعة كبيرة من الأسماء المشهورة بها، يستند معظمها إلى الأشكال. فعلى سبيل المثال، يمكن أن يطلق على الشكل Y ستار، وي أو تي، بينما يمكن تسمية رمز Δ دلتا، المثلث، باي Π أو ميش. لذلك تحويلة ستار دلتا هي نفسها وي دلتا، ستار ميش أو T-Π.

## التحويلات

دائرة Y ودائرة Δ، التي تعتمد عليها هذه المقالة.

تستخدم الطريقة لإيجاد دائرة مكافئة بسيطة بثلاثة أطراف للدوائر المعقدة. في دوائر الدلتا يشترك كل عنصرين في عقدة بينما في حالة الستار يشترك الثلاث عناصر في عقدة واحدة.

### تحويل من مثلث إلى نجمة
الفكرة العامة هي إيجاد المقاومة {\displaystyle R_{\text{Y}}} لأي عنصرين {\displaystyle R'}, {\displaystyle R''} بشرط أن يكونوا متجاورين من المعادلة التالية:
{\displaystyle R_{\text{Y}}={\frac {R'R''}{\sum R_{\Delta }}}}
حيث {\displaystyle R_{\Delta }} هي المقاومة الكلية لدائرة دلتا Δ. 

لتحويل كل عنصر من دلتا إلى ستار من المعادلة التالية:
{\displaystyle {\begin{aligned}R_{1}&={\frac {R_{\text{b}}R_{\text{c}}}{R_{\text{a}}+R_{\text{b}}+R_{\text{c}}}}\\[3pt]R_{2}&={\frac {R_{\text{a}}R_{\text{c}}}{R_{\text{a}}+R_{\text{b}}+R_{\text{c}}}}\\[3pt]R_{3}&={\frac {R_{\text{a}}R_{\text{b}}}{R_{\text{a}}+R_{\text{b}}+R_{\text{c}}}}\end{aligned}}}

### تحويل من نجمة إلى مثلث
الفكرة العامة هي الحصول على {\displaystyle R_{\Delta }} للدائرة Δ من المعادلة التالية:
{\displaystyle R_{\Delta }={\frac {R_{P}}{R_{\text{opposite}}}}}
حيث:
{\displaystyle R_{P}=R_{1}R_{2}+R_{2}R_{3}+R_{3}R_{1}}
هي مجموع كل عنصرين في الدائرة ستار، بينما {\displaystyle R_{\text{opposite}}} هي العنصر المراد تحويلة إلى دلتا. بذلك تصبح المعادلات كالتالي:
{\displaystyle {\begin{aligned}R_{\text{a}}&={\frac {R_{1}R_{2}+R_{2}R_{3}+R_{3}R_{1}}{R_{1}}}\\[3pt]R_{\text{b}}&={\frac {R_{1}R_{2}+R_{2}R_{3}+R_{3}R_{1}}{R_{2}}}\\[3pt]R_{\text{c}}&={\frac {R_{1}R_{2}+R_{2}R_{3}+R_{3}R_{1}}{R_{3}}}\end{aligned}}}
أو بالشكل التالي:
{\displaystyle {\begin{aligned}Y_{\text{a}}&={\frac {Y_{3}Y_{2}}{\sum Y_{\text{Y}}}}\\[3pt]Y_{\text{b}}&={\frac {Y_{3}Y_{1}}{\sum Y_{\text{Y}}}}\\[3pt]Y_{\text{c}}&={\frac {Y_{1}Y_{2}}{\sum Y_{\text{Y}}}}\end{aligned}}}

## تبسيط الدوائر
يمكن أن تستخدم التحويلة أكثر من مرة في نفس الدائرة المعقدة لتبسيطها، فعلى سبيل المثال يمكن استخدام تحويلة دلتا ستار لحل عقدة ثم تحويلة ستار دلتا لتبسيط عقدة أخرى، كما هو موضح في الأشكال التالية:

تحويلة دائرة ستار إلى دائرة دلتا ثم تبسيط الدائرة أكثر لحلها.

نفس الدائرة يمكن تبسيطها باستخدام تحويلة دلتا إلى ستار.

## نظرية البيان
في نظرية البيان، تعني التحويلات النجمية المثلثية استبدال مخطط Y إلى مخطط Δ مع الاحتفاظ بقيمة المقاومات المكافئة، لكن ليس عدد العناصر. فعلى سبيل المثال، يمكن تحويل 3 أشكال دلتا إلى شكل Y وحيد في ثلاث خطوات.

## البرهنة

### معادلات تحويل مثلث إلى نجمة

دائرتي Δ و Y.

لتحويل العناصر {\displaystyle \left\{R_{\text{a}},R_{\text{b}},R_{\text{c}}\right\}} من المثلث Δ إلى {\displaystyle \left\{R_{1},R_{2},R_{3}\right\}} في النجمة Y. تُربَط بداية كل عنصر ونهايته بالعقد. يمكن ملاحظة أن العقد N1 و N2 و N3 يكونوا مثلث Δ:
{\displaystyle {\begin{aligned}R_{\Delta }\left(N_{1},N_{2}\right)&=R_{\text{c}}\parallel (R_{\text{a}}+R_{\text{b}})\\[3pt]&={\frac {1}{{\frac {1}{R_{\text{c}}}}+{\frac {1}{R_{\text{a}}+R_{\text{b}}}}}}\\[3pt]&={\frac {R_{\text{c}}\left(R_{\text{a}}+R_{\text{b}}\right)}{R_{\text{a}}+R_{\text{b}}+R_{\text{c}}}}\end{aligned}}}
للتبسيط، نجعل {\displaystyle R_{\text{T}}} هي حاصل جمع العناصر التالية {\displaystyle \left\{R_{\text{a}},R_{\text{b}},R_{\text{c}}\right\}}.
{\displaystyle R_{\text{T}}=R_{\text{a}}+R_{\text{b}}+R_{\text{c}}}
المقاومة بين العقدة N1 والعقدة N2 في الدائرة Δ:
{\displaystyle R_{\Delta }\left(N_{1},N_{2}\right)={\frac {R_{\text{c}}(R_{\text{a}}+R_{\text{b}})}{R_{\text{T}}}}}
تكون المقاومة المكافئة في الدائرة Y:
{\displaystyle R_{\text{Y}}\left(N_{1},N_{2}\right)=R_{1}+R_{2}}
بالتالي:
{\displaystyle R_{1}+R_{2}={\frac {R_{\text{c}}(R_{\text{a}}+R_{\text{b}})}{R_{\text{T}}}}}   (1)
وبالمثل في حالة {\displaystyle R(N_{2},N_{3})}:
{\displaystyle R_{2}+R_{3}={\frac {R_{\text{a}}(R_{\text{b}}+R_{\text{c}})}{R_{\text{T}}}}}   (2)
وبالمثل أيضا في حالة {\displaystyle R\left(N_{1},N_{3}\right)}:
{\displaystyle R_{1}+R_{3}={\frac {R_{\text{b}}\left(R_{\text{a}}+R_{\text{c}}\right)}{R_{\text{T}}}}.}   (3)
وبالتالي يمكن استنتاج قيم {\displaystyle \left\{R_{1},R_{2},R_{3}\right\}} عن طريق عمليات الجمع والطرح.

على سبيل المثال يمكن جمع كل من معادلة (1) و (3) ثم طرح الناتج من معادلة (2)، كالتالي:
{\displaystyle {\begin{aligned}R_{1}+R_{2}+R_{1}+R_{3}-R_{2}-R_{3}&={\frac {R_{\text{c}}(R_{\text{a}}+R_{\text{b}})}{R_{\text{T}}}}+{\frac {R_{\text{b}}(R_{\text{a}}+R_{\text{c}})}{R_{\text{T}}}}-{\frac {R_{\text{a}}(R_{\text{b}}+R_{\text{c}})}{R_{\text{T}}}}\\[3pt]{}\Rightarrow 2R_{1}&={\frac {2R_{\text{b}}R_{\text{c}}}{R_{\text{T}}}}\\[3pt]{}\Rightarrow R_{1}&={\frac {R_{\text{b}}R_{\text{c}}}{R_{\text{T}}}}.\end{aligned}}}
لتكون المعادلة النهائية بالشكل التالي:
{\displaystyle R_{1}={\frac {R_{\text{b}}R_{\text{c}}}{R_{\text{T}}}}} (4)
{\displaystyle R_{2}={\frac {R_{\text{a}}R_{\text{c}}}{R_{\text{T}}}}} (5)
{\displaystyle R_{3}={\frac {R_{\text{a}}R_{\text{b}}}{R_{\text{T}}}}} (6)

### معادلات تحويل نجمة إلى مثلث
نجعل
{\displaystyle R_{\text{T}}=R_{\text{a}}+R_{\text{b}}+R_{\text{c}}}.
يمكن استخلاص معادلات Δ من Y:
{\displaystyle R_{1}={\frac {R_{\text{b}}R_{\text{c}}}{R_{\text{T}}}}}   (1)
{\displaystyle R_{2}={\frac {R_{\text{a}}R_{\text{c}}}{R_{\text{T}}}}}   (2)
{\displaystyle R_{3}={\frac {R_{\text{a}}R_{\text{b}}}{R_{\text{T}}}}.}   (3)
بضرب كل معادلتين، يكون شكل المعادلات كالتالي:
{\displaystyle R_{1}R_{2}={\frac {R_{\text{a}}R_{\text{b}}R_{\text{c}}^{2}}{R_{\text{T}}^{2}}}}   (4)
{\displaystyle R_{1}R_{3}={\frac {R_{\text{a}}R_{\text{b}}^{2}R_{\text{c}}}{R_{\text{T}}^{2}}}}   (5)
{\displaystyle R_{2}R_{3}={\frac {R_{\text{a}}^{2}R_{\text{b}}R_{\text{c}}}{R_{\text{T}}^{2}}}}   (6)
ثم جمع المعادلات، لتكون المعادلة كالتالي:
{\displaystyle R_{1}R_{2}+R_{1}R_{3}+R_{2}R_{3}={\frac {R_{\text{a}}R_{\text{b}}R_{\text{c}}^{2}+R_{\text{a}}R_{\text{b}}^{2}R_{\text{c}}+R_{\text{a}}^{2}R_{\text{b}}R_{\text{c}}}{R_{\text{T}}^{2}}}}   (7)
بأخذ {\displaystyle R_{\text{a}}R_{\text{b}}R_{\text{c}}} عامل مشترك في الطرف الأيمن، فتظهر {\displaystyle R_{\text{T}}} ثم اختصارها مع {\displaystyle R_{\text{T}}} الموجودة في المقام.
{\displaystyle {\begin{aligned}R_{1}R_{2}+R_{1}R_{3}+R_{2}R_{3}&={}{\frac {\left(R_{\text{a}}R_{\text{b}}R_{\text{c}}\right)\left(R_{\text{a}}+R_{\text{b}}+R_{\text{c}}\right)}{R_{\text{T}}^{2}}}\\&={}{\frac {R_{\text{a}}R_{\text{b}}R_{\text{c}}}{R_{\text{T}}}}\end{aligned}}} (8)
بعد قسمة (8) على (1):
{\displaystyle {\begin{aligned}{\frac {R_{1}R_{2}+R_{1}R_{3}+R_{2}R_{3}}{R_{1}}}&={}{\frac {R_{\text{a}}R_{\text{b}}R_{\text{c}}}{R_{\text{T}}}}{\frac {R_{\text{T}}}{R_{\text{b}}R_{\text{c}}}}\\&={}R_{\text{a}},\end{aligned}}}
وبالتالي نحصل على {\displaystyle R_{\text{a}}} في دائرة دلتا. وبالمثل قسمة (8) على (2) مرة وعلى (3) مرة أخرى لنحصل على {\displaystyle R_{\text{b}}} , {\displaystyle R_{\text{c}}}

## وصلات خارجية
- إثبات تحويلة ستار دلتا
- أمثلة على تحويلات ستار دلتا